# Нарачино (деревня)
Нарачино — деревня в Бологовском районе Тверской области России. Входит в Выползовское сельское поселение.

## География
Деревня находится в северной части Тверской области на расстоянии приблизительно 12 км на запад от города Бологое у речки Березайка.

## История
Деревня уже была отмечена на карте 1847 года как сельцо с 35 дворами. В 1909 году здесь был учтен 91 жилой дом.

## Население
Численность населения: 590 человек (1909 год), 14 (русские 100 %) в 2002 году, 15 в 2010.

## Известные люди
В деревне родились два Героя Советского Союза:

 Евгений Иванович Кузнецов.

 Николай Тимофеевич Александров.